# Agronoma
Agronoma là một chi bướm đêm thuộc họ Noctuidae.